# لمور کوتوله خاکستری کوچک
 لمور کوتوله خاکستری کوچک (نام علمی: Cheirogaleus minusculus) نام یک گونه از سرده لمور کوتوله است.